# Agustín Carstens
Agustín Guillermo Carstens Carstens (Ciudad de México, 9 de junio de 1958) es un economista y político mexicano, que se desempeñó como gobernador del Banco de México entre el 1 de enero de 2010 y el 30 de noviembre de 2017. Desde el 1 de diciembre de 2017 es el gerente general del Banco de Pagos Internacionales (BIS).
Se desempeñó como subsecretario de Hacienda y Crédito Público de 2000 a 2003 durante la presidencia de Vicente Fox y fue secretario de Hacienda y Crédito Público de 2006 a 2009 durante la presidencia de Felipe Calderón.

## Biografía

### Primeros años, estudios y actividad académica
Agustín Guillermo Carstens Carstens nació el 9 de junio de 1958 en la Ciudad de México en el seno de una familia formada por Guillermo Augusto Carstens Lavista y Paulina Carstens. Realizó sus estudios de secundaria y preparatoria en el Colegio Alemán Alexander von Humboldt de la Ciudad de México de donde egresó en 1977, junto con Luis Téllez, futuro Jefe de la Oficina de la Presidencia con Ernesto Zedillo Ponce de León y secretario de Comunicaciones y Transportes durante la administración de Felipe Calderón.
Estudió la licenciatura en Economía y Negocios Internacionales en el Instituto Tecnológico Autónomo de México (ITAM) y se graduó con mención honorífica en 1982. Obtuvo la maestría (1983) y el doctorado (1985) en Economía en la Universidad de Chicago;  su tesis de doctorado A Study on the Mexico Peso Forward Exchange Market (en español: La determinación del tipo de cambio forward: el caso de México) la realizó con la asesoría de Michael Mussa, economista jefe del Fondo Monetario Internacional (FMI) de 1991 a 2001. Fue profesor en la Universidad de Chicago y en el ITAM de 1984 a 1989 y ha publicado artículos académicos en diversas revistas y diarios internacionales.
Mientras estaba en la Universidad de Chicago conoció a la estadounidense Catherine Mansell, economista y escritora, que más tarde se convirtió en su esposa. La pareja no tiene descendencia.

### Carrera
Carstens inició su carrera como funcionario público en el Banco de México en 1980, donde ocupó diversos cargos en la división internacional, en la unidad de investigación económica y en la oficina del director general. Fue director ejecutivo en el Fondo Monetario Internacional (FMI) de 1999 a 2000, institución en la que representó los intereses de España, México, Centroamérica y Venezuela. Del 14 de diciembre de 2000 al 18 de junio de 2003, fue Subsecretario de Hacienda y Crédito Público. En agosto de 2003, se incorporó al Fondo Monetario Internacional como subdirector gerente, en donde se hizo cargo de la relación de este organismo con aproximadamente 70 países miembros.
El presidente Felipe Calderón lo nombró secretario de Hacienda y Crédito Público el 1 de diciembre de 2006, puesto que ocupó hasta el 9 de diciembre de 2009. Mientras estaba a cargo de la Secretaría de Hacienda, fue también presidente del Comité de Desarrollo del FMI y del Banco Mundial de marzo de 2007 a octubre de 2009. El presidente Calderón lo propuso como nuevo integrante de la Junta de Gobierno del Banco de México el 9 de diciembre de 2009 y, una vez aprobado por el Senado de la República, fue nombrado Gobernador para el periodo del 1 de enero de 2010 al 31 de diciembre de 2015.
Es miembro del Grupo Director del Consejo de Estabilidad Financiera (FSB) desde 2010 y el 10 de enero de 2011, el Consejo de Administración del Banco de Pagos Internacionales (BIS), que es la institución financiera más antigua del mundo y agrupa a 60 bancos centrales que representan cerca del 95% del PIB mundial, lo eligió como integrante de dicho Consejo. Presidió el Comité Permanente de Evaluación de Vulnerabilidades (SCAV) del Consejo de Estabilidad Financiera (FSB) de abril de 2013 a marzo de 2015, dicho comité está encargado de monitorear y evaluar riesgos que pudiesen afectar al sistema financiero global y proponer al FSB las acciones pertinentes para prevenirlos y resolverlos.
Fue designado para presidir el Comité Económico Consultivo (ECC) y la Reunión de la Economía Mundial del BIS el 1 de julio de 2013, ambas entidades están encargadas de llevar a cabo las tareas de coordinación y cooperación entre bancos centrales en favor de la estabilidad monetaria y financiera global. El 20 de febrero de 2015 fue elegido por los miembros del Comité Monetario y Financiero Internacional (CMFI) para ser su presidente por un periodo de tres años a partir del 23 de marzo de 2015. El CMFI es el principal órgano consultivo de la Junta de Gobernadores del Fondo Monetario Internacional y delibera sobre los planteamientos de política que aborda el FMI. Está integrado por 24 miembros (que reflejan la composición del Directorio Ejecutivo del FMI), entre los cuales se encuentran ministros de Hacienda y gobernadores de bancos centrales.
Tras ser designado por el presidente Enrique Peña Nieto, fue ratificado nuevamente por el Senado de la República el 17 de septiembre de 2015, como Gobernador del Banco de México para el periodo del 1 de enero de 2016 al 31 de diciembre de 2021. El 1 de diciembre de 2016 el Consejo de Administración del Banco de Pagos Internacionales (BIS) lo nombró Gerente General de este organismo, que se ha constituido en el espacio idóneo para la coordinación de políticas de los bancos centrales, para el análisis y depuración de la regulación financiera a nivel global y que funge como el banco de los bancos centrales. Carstens se convirtió en el primer banquero central de una economía emergente en ocupar esta posición. Después de aceptar la designación como Gerente General del BIS, ese mismo día presentó al presidente Enrique Peña Nieto su renuncia como Gobernador del Banco de México con fecha a partir del 30 de noviembre de 2017 y comenzará a ejercer su nuevo cargo a partir del 1 de diciembre de 2017.

### Reconocimientos
Carstens ha recibido a lo largo de su carrera varios reconocimientos por su trayectoria profesional. Fue reconocido por la revista Emerging Markets como «Banquero Central del Año del Continente Americano» en septiembre de 2011, «porque sus decisiones han beneficiado directamente tanto el desempeño como la percepción de la economía de su país». Ese mismo año recibió el Premio de Negocios Bravo como Financista del Año, otorgado por la revista Latin Trade de Miami, Florida, enfocada en temas financieros de América Latina y el Caribe. La revista The Banker le otorgó el reconocimiento de «Mejor Gobernador de un Banco Central» a nivel mundial en 2012, en reconocimiento a su labor al mando del Banco de México.
También recibió el Professional Achievement Award en junio de 2013, concedido por la Universidad de Chicago, en reconocimiento a su trayectoria profesional como exalumno distinguido de dicha institución. En octubre de 2013, la revista inglesa Euromoney, una de las principales publicaciones internacionales enfocadas en la banca y las finanzas a nivel mundial, le otorgó el reconocimiento de «Banquero Central del año 2013» y ese mismo año la revista Emerging Markets lo nombró «Banquero Central del Año del Continente Americano 2013».
En 2015 fue reconocido por la revista The Banker como «Banquero Central para la Región de las Américas 2015» y en octubre de ese año la revista Latin Finance lo nombró «Banquero Central del Año».